# Tarvaslamp
Tarvaslamp är en sjö i Laxå kommun i Västergötland och ingår i Motala ströms huvudavrinningsområde. Sjöns area är 0,0014 kvadratkilometer och den befinner sig 185 meter över havet.